# Dieulivol
Dieulivol – miejscowość i gmina we Francji, w regionie Nowa Akwitania, w departamencie Żyronda.
Według danych na rok 1990 gminę zamieszkiwało 248 osób, a gęstość zaludnienia wynosiła 24 osób/km² (wśród 2290 gmin Akwitanii Dieulivol plasuje się na 930. miejscu pod względem liczby ludności, natomiast pod względem powierzchni na miejscu 1041.).